# Tomás Pallavicini
Tomás Pallavicini da Dinastia Pallavicini, foi Marquês do Marca de Bodonitsa, estado cruzado na Grécia. Governou desde 1286. Este Marquesado foi vassalo do reino de Tessalónica e mais tarde vassalo do Principado de Acaia. Tomás Pallavicini foi antecedido no governo do Marquesado por Antônio, o Flamenco, que co-governou com a esposa, Isabela Pallavicini. Foi seguido no governo por Alberto Pallavicini.